# ISO 3166-2:HR

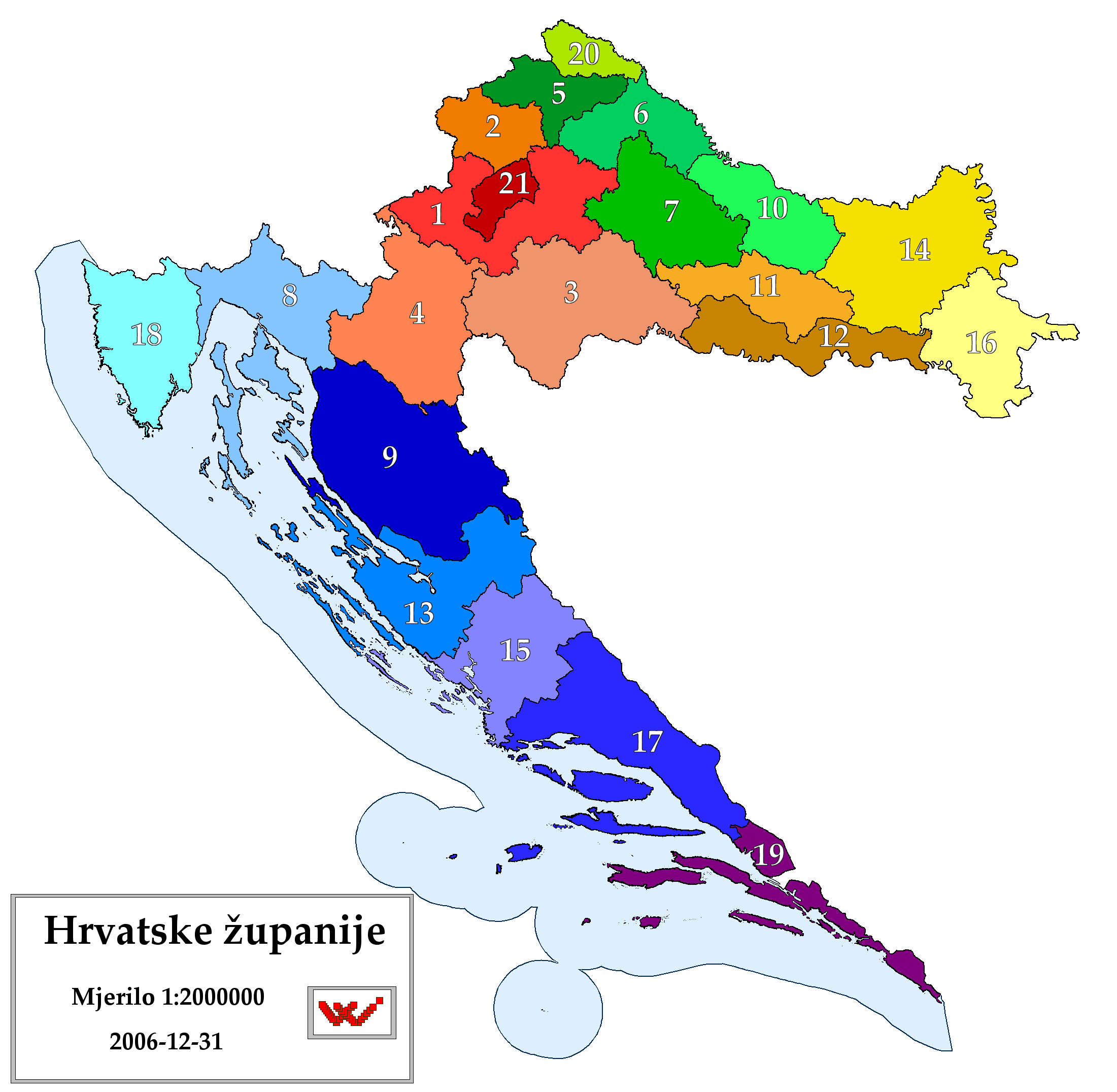
Karte Kroatiens mit dem zweiten Teil der Codes für die Gespanschaften nach ISO 3166-2 (bei einstelligen Zahlen eine Null voranstellen).

Die Liste der ISO-3166-2-Codes für  Kroatien enthält die Codes für die kroatischen Gespanschaften.

Die Codes bestehen aus zwei Teilen, die durch einen Bindestrich voneinander getrennt sind. Der erste Teil gibt den Landescode gemäß ISO 3166-1 (für  Kroatien HR), der zweite den Code für die Gespanschaft wieder.
Die aktuellen Codes stehen auf der Seite der ISO unter #iso:code:3166:HR zur Verfügung.

| Gespanschaft          | Code  |
| --------------------- | ----- |
| Bjelovar-Bilogora     | HR-07 |
| Brod-Posavina         | HR-12 |
| Dubrovnik-Neretva     | HR-19 |
| Istrien               | HR-18 |
| Karlovac              | HR-04 |
| Koprivnica-Križevci   | HR-06 |
| Krapina-Zagorje       | HR-02 |
| Lika-Senj             | HR-09 |
| Međimurje             | HR-20 |
| Osijek-Baranja        | HR-14 |
| Požega-Slawonien      | HR-11 |
| Primorje-Gorski kotar | HR-08 |
| Sisak-Moslavina       | HR-03 |
| Split-Dalmatien       | HR-17 |
| Šibenik-Knin          | HR-15 |
| Varaždin              | HR-05 |
| Virovitica-Podravina  | HR-10 |
| Vukovar-Srijem        | HR-16 |
| Zadar                 | HR-13 |
| Zagreb (Gespanschaft) | HR-01 |
| Zagreb (Stadt)        | HR-21 |